# Schamil Anwjarowitsch Tarpischtschew

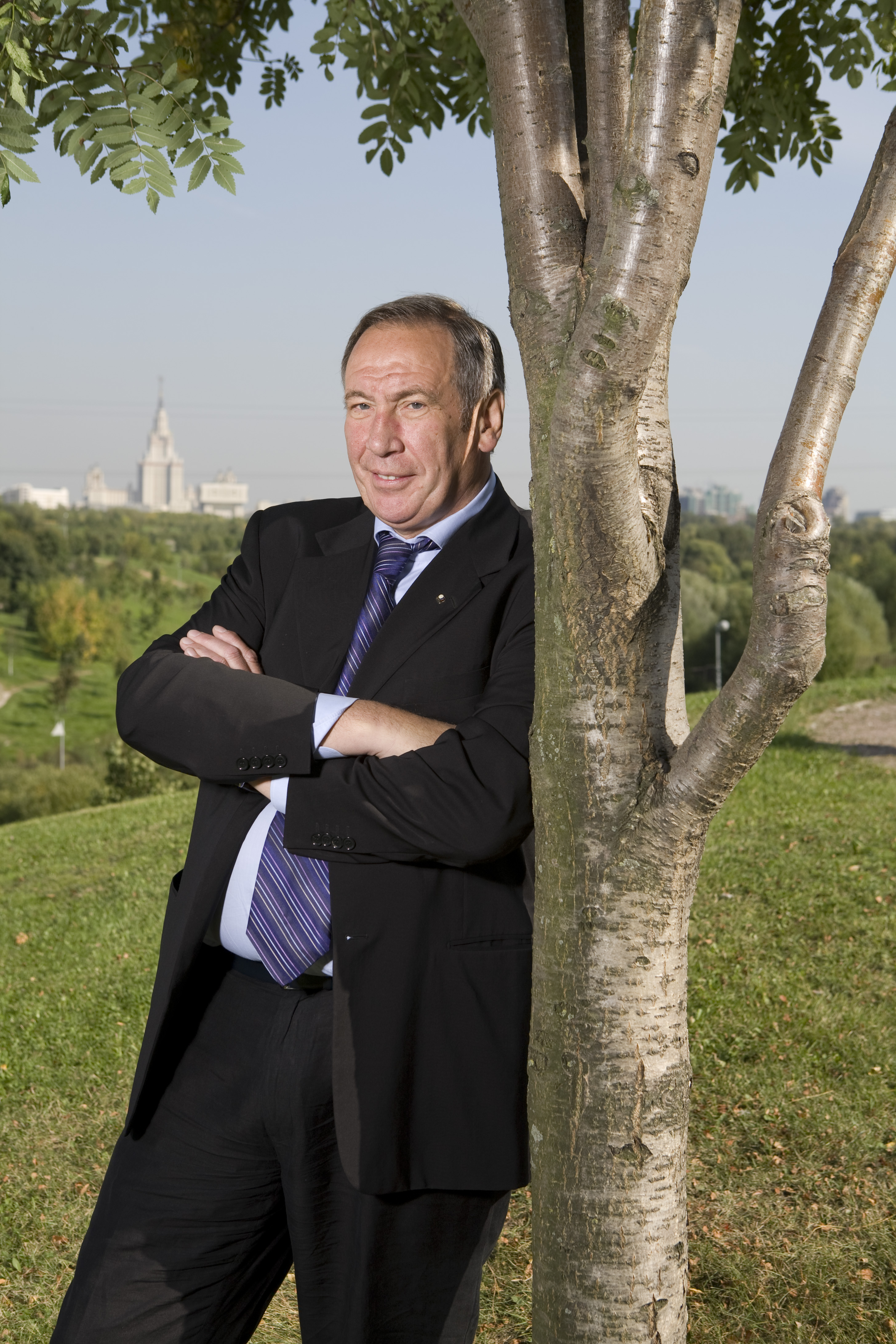
Schamil Tarpischtschew (2009)

Schamil Anwjarowitsch Tarpischtschew  (russisch Шамиль Анвярович Тарпищев, tatarisch Шамил Әнвәр улы Тарпищев Schamil Änwär uly Tarpischtschew; * 7. März 1948 in Moskau) ist ein ehemaliger russischer Tennisspieler und jetziger Sportfunktionär.

## Allgemeines
Schamil Tarpischtschew ist tatarischer Herkunft. Er begann ein Biologiestudium an der Lomonossow-Universität Moskau, brach nach einem Jahr das Studium jedoch ab und wechselte auf die Russian State University of Physical Education, Sport, Youth and Tourism, die er 1970 mit einem Abschluss verließ.

## Sportliche Karriere
Er begann im Alter eine Karriere als Tennisspieler und konnte im Alter von 17 Jahren ein erstes internationales Tennisturnier in Sotschi gewinnen. 1970 trat er der sowjetischen Armee bei, konnte aber weiterhin seinen Sport beim Armeesportclub ZSKA Moskau betreiben. Hier spielte er u. a. mit General Dmitri Leljuschenko und Marschall Andrei Gretschko. Sein bestes Ergebnis erzielte er 1973, als er bei den Italian Open die dritte Runde erreichte. Die beste Platzierung in der Weltrangliste war Platz 164 im August 1973. Tarpischtschew wurde auch in die sowjetischen Davis-Cup-Mannschaft berufen, blieb aber ohne Einsatz. 
Im Januar 1974 übernahm Tarpischtschew den Trainerposten der sowjetischen Davis-Cup-Mannschaft. Erfolge konnten 1976 gefeiert werden, als Tarpischtschew seine Mannschaft bis in die erste Runde des Interzonenturniers Europa führte. 1982 gelang der Aufstieg in die ein Jahr zuvor gebildete Weltgruppe. Nach dem Abstieg 1984 gelang 1985 der sofortige Wiederaufstieg. 1986 stieg die Mannschaft erneut ab und stieg 1989 noch einmal auf. In der Weltgruppe konnte die sowjetische Mannschaft kein einziges Match der Hauptrunde gewinnen. Mit dem Ende der Sowjetunion 1991 trat Tarpischtschew von seinem Traineramt zurück. 1996 übernahm er die neu gebildete russische Davis-Cup-Mannschaft, die in der Weltgruppe vertreten war. Nach drei Erstrunden-Niederlagen gelang 1999 mit einem 3:2 über Deutschland erstmals der Einzug ins Viertelfinale. Hier wurde die Slowakei mit 3:2 geschlagen, im Halbfinale scheiterte man mit 1:4 an Australien. Der Halbfinaleinzug war der bisher größte Erfolg des russischen Teams unter Tarpischtschew. 2002 erreichte sein Team nach Siegen über die Schweiz, Schweden und Argentinien sogar das Finale. In Paris wurde Russland mit einem 3:2 über Frankreich erstmals Davis-Cup-Sieger. 2006 besiegte die Mannschaft die Niederlande, Frankreich und die USA. Das Finale in Moskau gegen Argentinien wurde mit 3:2 gewonnen. Im Jahr darauf erreichte Russland wieder das Finale, diesmal nach Siegen über Chile, Frankreich und Deutschland. In Portland unterlag die Mannschaft den USA mit 1:4.
2000 übernahm Tarpischtschew auch die russische Fed-Cup-Mannschaft, die er schon zwischen 1978 und 1980 betreut hatte. 1978 und 1979 erreichte er mit seiner Mannschaft jeweils das Halbfinale. 2001 kam seine Mannschaft erstmals ins Finale, unterlag jedoch Belgien mit 1:2. 2004 gewann Russland erstmals den Fed-Cup nach Siegen über Australien, Argentinien, Österreich und im Finale Frankreich (3:2). 2005 konnte der Titel verteidigt werden. Zuerst wurden Italien und die USA geschlagen. Im Finale gab es ein erneutes Duell gegen Frankreich, das wieder mit 3:2 gewonnen wurde. Nach einer Erstrundenniederlage 2006 erreichte Russland 2007 Nach Siegen über Spanien und den USA wieder das Finale. Gegner Italien wurde 4:0 geschlagen. Mit einem 4:0 über Spanien gelang 2008 die Titelverteidigung, nachdem man zuvor Israel und die USA besiegt hatte. 2009 und 2010 erreichte die Mannschaft jeweils das Halbfinale, 2011 wieder das Finale. Hier unterlag man Tschechien mit 2:3. Auch das Finale von 2013 wurde, diesmal mit 0:4 gegen Italien, verloren. 2014 trat Tarpischtschew vom Traineramt zurück und wurde von Anastassija Myskina ersetzt, die 2004 und 2005 unter ihm Fed-Cup-Siegerin geworden war.
Tarpischtschew war seit 1988 persönlicher Trainer von Boris Jelzin.

## Sportadministration
1994 wurde Schamil Tarpischtschew Mitglied des russischen NOKs. Er arbeitet seit 1997 als Berater im Bereich Leibesübungen und Sportangelegenheiten des russischen Präsidenten und des Bürgermeisters von Moskau und ist Vorstandsvorsitzender des Kreml Cups. 1999 wurde er Präsident des russischen Tennisverbandes. 2014 wurde er wegen beleidigenden Äußerungen gegenüber den US-amerikanischen Spielerinnen Serena und Venus Williams, die er während eines Fernseh-Interviews mit Männern verglich, für ein Jahr von der WTA-Tour ausgeschlossen und mit einer Geldstrafe belegt.

## IOC-Mitgliedschaft
1994 wurde Schamil Tarpischtschew zum IOC-Mitglied gewählt. Er ist aktuell Mitglied der Kommission für Athletenbegleitung.

## Auszeichnungen
- 1994: Orden der Ehre
- 2004: Verdienstorden für das Vaterland als Kommandeur 1. Klasse
- 2008: Verdienstorden für das Vaterland als Offizier